# Бонифаций II
Бонифаций II (лат. Bonifatius PP. II; ? — 17 октября 532) — папа римский с 22 сентября 530 года по 17 октября 532 года.

## Биография
Liber Pontificalis упоминает Бонифация как первого Папу германского происхождения на Апостольском престоле: он происходил из старинного остготского рода. Отец его — Флавий Сигисбальд — был в 437 году консулом Рима.
Бонифаций служил Римской Церкви с самого раннего возраста, и во время понтификата Феликса IV получил сан архидиакона. В этой роли он стал очень влиятельным и в церковной иерархии, и в светской среде. Его высокое положение имело особое значение, поскольку Бонифаций стал единственным папой. назначенным своим предшественником, а не избранным по канону. Еще в 499 году, чтобы избежать расколов среди духовенства, папа Симмах установил, что папа может назначить преемника при жизни. Это право, которое, по понятным причинам, не было принято Сенатом и народом, по сути лишало епископов прерогативы выбирать папу. Закон был отменен только через тридцать лет, в 535 году папой Агапитом I и больше не восстанавливался.
Бонифаций должен был противодействовать арианству среди германцев и поэтому был назначен папой согласно воле Феликса IV (III), без проведения выборов, чем вызвал недовольство в Риме. Феликс угрожал отлучением тем, кто отказался бы повиноваться Бонифацию, однако смерть папы все-таки принесла за собой распри.

### Два папы
В день смерти папы Феликса, 22 сентября 530 года Бонифаций был интронизирован в базилике Санта-Мария-ин-Трастевере, но 60 из 70 римских пресвитеров отказались признать его и избрали антипапу, Диоскора. Они опасались усиления влияния короля Аталариха на церковные дела. Римская церковь уже практически погрузилась в новый раскол, но он продлился всего двадцать два дня: 14 октября Диоскор неожиданно умер, оставив в качестве единственного законного папы Бонифация.

### Единственный наследник Петра
На синоде, созванном сразу после смерти Диоскора, Бонифаций издал указ о наложении анафемы на своего бывшего соперника, заставив священников, которые поддерживали Диоскора, подписать его и признать, что Диоскор не подчинился велению папы Феликса. Каждый из пресвитеров должен был выразить своё сожаление по поводу своего участия в выборах Диоскора и пообещать подчиняться папе.
Во втором синоде, созванном в соборе Святого Петра в 531 году, Бонифаций представил положение, которое подтвердило право папы назначать своего преемника, и назначил таковым диакона Вигилия. Римские духовенство подписало это положение и обещало его исполнять. Негативная реакция Сената и королевского двора, однако, привела к созыву еще одного совета для осуждения действий папы. Не дожидаясь суда Сената и короля, Бонифаций предпочел сжечь положение перед лицом духовенства и Сената. Четыре года спустя папа Агапит I также торжественно отменил анафему Диоскора и право папы выбирать себе преемника. Феликс IV, таким образом, был единственным папой, осуществившим предложенное Симмахом в 499 году право назначения преемника.

### Основные события понтификата
Бонифаций проявлял особую активность в укреплении церковной организации. Его понтификат характеризовался вниманием не только к делам Западной, но и Восточной Церкви. В начале своего правления Бонифаций подтвердил акты второго Аравсионского собора, который положило конец полупелагианской полемике. Цезарий Арелатский, близкий друг Бонифация, который председательствовал на совете, послал к папе священника Армения, чтобы получить папское подтверждение решений Собора. В письме Цезарию от 25 января 531 года Бонифаций лично обозначил своё осуждение полупелагианства.
Бонифаций также получил просьбу от африканских епископов, чья церковная организация была разрушена вандалами, подтвердить права архиепископа Карфагенского в изгнании, на которую ответил согласием.
В 531 году Епифаний, Патриарх Константинопольский, объявил незаконными выборы Стефана архиепископом Ларисы в Фессалии. Несмотря на сильный нажим, Стефан обратился в Рим, чем подтвердил примат Римского престола по этим вопросам по отношению к полномочиям Епифания.
Бонифаций созвал четвертый синод с 7 по 9 декабря 531 года, на котором было заслушано около двадцати пяти докладов, касающихся споров о папской юрисдикции, но результат этого синода нам не известен.
Бонифаций II умер и был похоронен 17 октября 532 в притворе собора Святого Петра. Из-за его злоупотребления властью он был папой, не причисленным к лику святых.